# 家禽

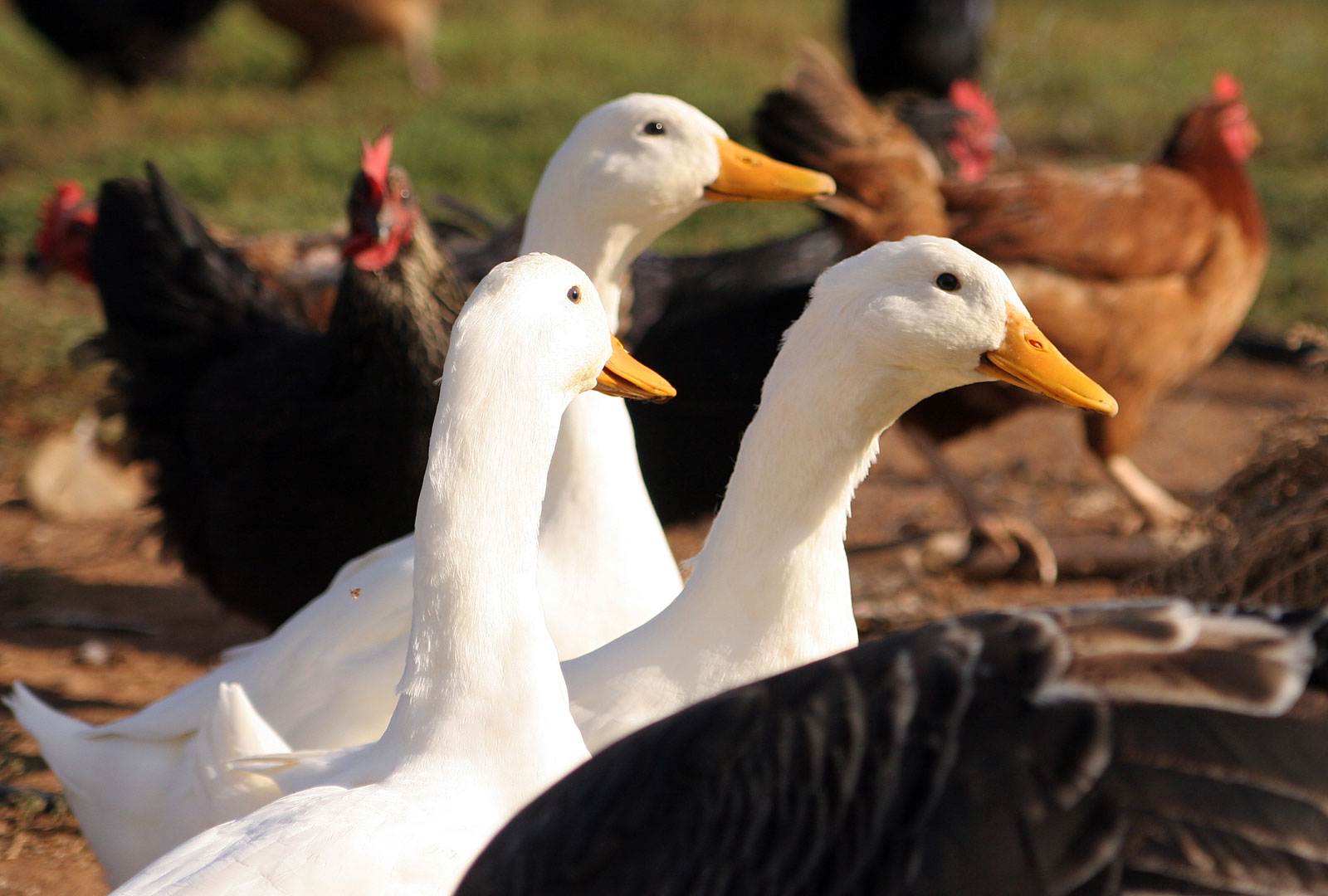
他の家禽の中のアヒル

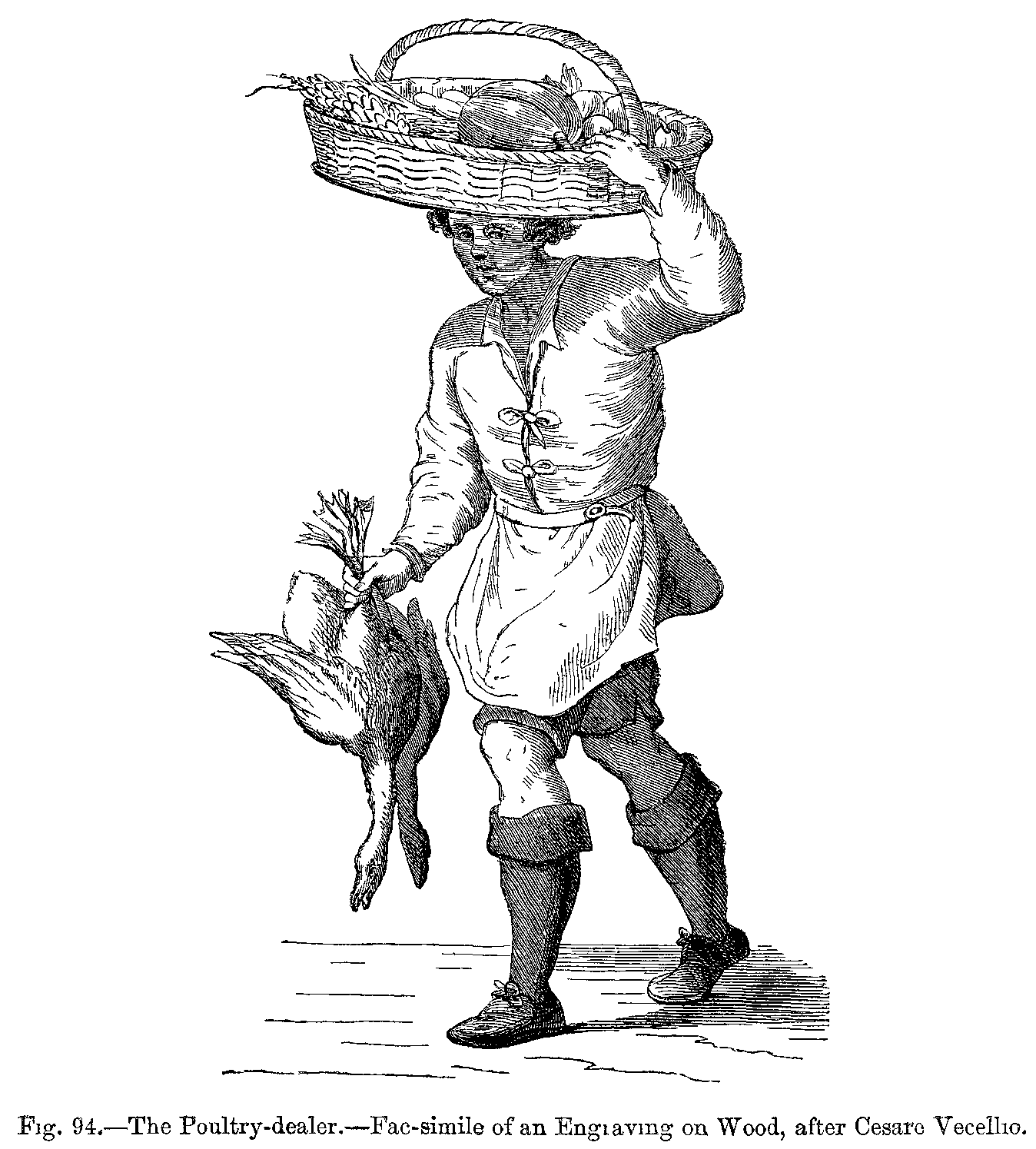
チェーザレ ヴェチェッリオ風の家禽商人

家禽（かきん）とは、その肉・卵・羽毛などを利用するために飼育する鳥の総称。または野生の鳥を人間の生活に役立てるために品種改良を施し飼育しているものをいう。また、ペットとしての鳥を家禽として扱う場合がある。
一般的に肉、卵用にニワトリ、ウズラ、シチメンチョウ、アヒル、ガチョウ、愛玩用にオナガドリ、チャボなどがある。またハトは、その帰巣性を利用してレース鳩や伝書鳩としても用いられる。
多くの鳥は、陸上動物の家畜のように柵で囲っただけでは飛んで逃げてしまう問題がある。そのため飛翔力の無い種を家禽化したり、品種改良で飛翔力を持たなくなったものが多い。
歴史的に家禽は、ウシやブタ等に比べずっと身体の小さい種が多く利用されてきた。鳥類自体が多くは小形動物である点もあるが、大型であるぶん生育リソースも大きく専門の畜産業者による部分が多かった家畜に比べ、「庭の鳥」からきているニワトリのように、家禽は小型で成長も早いため自家飼育やと殺処置も容易なものとして家畜とゆるやかに住み分けていた。
主に近代以後、キジ、ホロホロチョウ、大型のダチョウ、エミューなど未利用あるいは限定地域の家禽であったものが評価され、普及が推進されている例もある。

## 飼育例
| 鳥             | 野生種                          | 家畜化               | 利用                           |
| -------------- | ------------------------------- | -------------------- | ------------------------------ |
| ニワトリ       | セキショクヤケイ/ハイイロヤケイ | 東南アジア、先史時代 | 肉、羽毛、卵、装飾品           |
| アヒル         | ノバリケン/マガモ               | 多様、古代           | 肉、羽毛、卵                   |
| カワラバト     | カワラバト                      | 西アジア、先史時代   | 肉、通信                       |
| エミュー       | エミュー                        | 多様、20世紀         | 肉、皮革、油                   |
| ガチョウ       | ハイイロガン/サカツラガン       | 多様、古代           | 肉、羽毛、卵                   |
| インドクジャク | インドクジャク                  | 多様                 | 肉、羽毛、装飾品、造園         |
| コブハクチョウ | コブハクチョウ                  | 多様                 | 羽毛、卵、造園                 |
| ダチョウ       | ダチョウ                        | 多様、20世紀         | 肉、卵、皮革、羽毛、造園       |
| シチメンチョウ | シチメンチョウ                  | メキシコ、中近世     | 肉、羽毛                       |
| ホロホロチョウ | ホロホロチョウ                  | アフリカ             | 肉、害虫駆除、防犯（見張り番） |
| コウライキジ   | コウライキジ                    | ユーラシア大陸       | 肉                             |
| キンケイ       | キンケイ                        | ユーラシア大陸       | 肉、主に装飾品                 |
| レア           | レア                            | 多様、20世紀         | 肉、皮革、油、卵               |
| ウズラ         | ウズラ                          | 東アジア、室町時代   | 肉、卵、実験動物、ペット       |

## 家禽の肉
家禽の最も肉づきの良い部位はむね肉（胸の飛翔筋）および、それぞれもも肉、ドラムスティックと呼ぶ脚の第1および第2部位の歩行筋である。
鳥類解剖筋学者が「赤筋」と呼ぶダークミートは持続的な運動（ニワトリの場合主に歩行）に使われる。濃い色はミオグロビンと呼ばれる筋肉内の化合物によるもので、この物質は酸素の運搬に主要な役割を果たす。対照的に白筋は、短く非効率な瞬発的運動（ニワトリの飛翔）に適している。これがニワトリの脚とももの肉がダークミートで、むね肉（主に飛翔筋からなる）がホワイトミートである理由である。アヒルやダチョウなどの他の鳥は、飛翔用の部位がより発達しており、全体が赤筋（ダークミート）である。